# Prüfer-kód

Számozott fa, melynek Prüfer kódja: 4445.

A gráfelméletben egy n csúcsú számozott fa Prüfer-kódja egy n–2 hosszú számsorozat, melyet a későbbiekben részletezett szabály szerint rendelünk a fához.
(A kód tulajdonképpen n–1 hosszúságú, csak az utolsó elem elhagyható, mert az mindig n.)

## Prüfer-kód hozzárendelése számozott fához
Tekintsünk egy tetszőleges fát az {1,2…n} csúcsokon, és rendeljünk hozzá egy számsorozatot a következőképpen: Hagyjuk el a fa elsőfokú csúcsai közül azt, amelyiknek a legkisebb a sorszáma, és közben annak a csúcsnak írjuk fel a sorszámát, amellyel az elhagyott csúcs össze volt kötve. Legyen ez v1. Ezt ismételjük, amíg már csak egy csúcs marad. Nyilvánvaló, hogy ez a csúcs az n-edik sorszámú, hiszen egy fának mindig van legalább 2 elsőfokú csúcsa, és n-nél csak kisebb sorszámú csúcsok vannak, így előbb azokat hagyjuk el. Ezért a számsorozat végén nem is kell szerepelnie, hiszen egyértelmű. Az így kapott v1,v2,…,vn-2 számsorozat a fa Prüfer-kódja.

### Algoritmus: Számozott fából Prüfer-kód
- Bemenet egy számozott fa (csúcsait az 1, 2, ..., n számokkal címkézzük meg)
- Végezzük el az alábbiakat mindaddig, amíg egyetlen él marad
  - válasszuk ki a legkisebb számú levelet (fokszáma 1),
  - írjuk ki a vele szomszédos csúcs számát,
  - töröljük a fából a kiválasztott csúcsot (természetesen a hozzáilleszkedő éllel együtt).
- Az eredményül kapott számok a kiírás sorrendjében képezik a Prüfer-kódot.

A mellékelt ábrán 

a legkisebb értékű levél az 1, tehát kiírjuk a 4-et, törüljük az 1-et 

most legkisebb értékű levél a 2, kiírjuk a 4-et, töröljük a 2-t,

most legkisebb értékű levél a 3, kiírjuk a 4-et, töröljük a 3-t,

most legkisebb értékű levél a 4, kiírjuk az 5-öt, töröljük a 4-t,

egy él maradt, az (5,6), tehát vége. Eredmény: 4, 4, 4, 5.

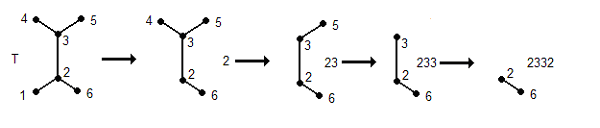

Még egy példa:
```
/* graf0.be tartalma pl. az ábra szerint:

6

1 4

2 4

3 4

4 5

5 6

*/

// Számozott fából Prüfer-kód

#include
 
<iostream>

#include
 
<fstream>

int
 
n
,
 
m
,
 
a
[
50
],
 
b
[
50
],
 
fok
[
50
];

// Bemeneti állomány: csúcsok száma, majd élek végpontjai (szóközzel elválasztva)

std
::
ifstream
 
f
(
"graf0.be"
);

// Adatok beolvasása

void
 
olvas
()

{

	
int
 
i
;

	
f
 
>>
 
n
;

	
m
 
=
 
n
 
-
 
1
;

	
// Fokszámok nullázása

	
for
 
(
i
 
=
 
1
;
 
i
 
<=
 
n
;
 
i
++
)

		
fok
[
i
]
 
=
 
0
;

	
// Élek beolvasása, fokszámok kiszámítása

	
for
(
i
 
=
 
1
;
 
i
 
<=
 
m
;
 
i
++
)

	
{

		
f
 
>>
 
a
[
i
];

		
f
 
>>
 
b
[
i
];

		
fok
[
 
a
[
i
]
 
]
++
;

		
fok
[
 
b
[
i
]
 
]
++
;

	
}

}

 

void
 
pruefer
()

{

	
int
 
i
,
j
,
k
;

	
for
 
(
i
 
=
 
1
;
 
i
 
<=
 
n
-2
;
 
i
++
)

	
{

		
j
 
=
 
1
;

		
// Legkisebb számú levél keresése

		
while
 
(
 
(
j
<=
n
)
 
&&
 
(
fok
[
j
]
!=
1
)
 
)

			
j
++
;

		
k
 
=
 
1
;

		
while
 
(
 
(
k
<=
m
)
 
&&
 
(
a
[
k
]
!=
j
)
 
&&
 
(
b
[
k
]
!=
j
 
)
  
)

			
k
++
;

		
// Kód újabb elemének kiírása

		
if
 
(
a
[
k
]
 
==
 
j
)

			
std
::
cout
 
<<
 
b
[
k
]
 
<<
 
" "
;

		
else

			
std
::
cout
 
<<
 
a
[
k
]
 
<<
 
" "
;

		
fok
[
 
a
[
k
]
 
]
--
;

		
fok
[
 
b
[
k
]
 
]
--
;

		
a
[
k
]
=
0
;

		
b
[
k
]
=
0
;

	
}

}

 

int
 
main
()

{
 

	
olvas
();

	
std
::
cout
 
<<
 
std
::
endl
;

	
pruefer
();

	
std
::
cout
 
<<
 
std
::
endl
;

	
return
 
0
;

}

```

## Számozott fa hozzárendelése Prüfer-kódhoz
Az első módszer alapötlete a következő: Hozzáadjuk a Prüfer-kódhoz utolsó elemként az n-et. Kiválasztjuk azt a legkisebb pozitív természetes számot, amelyik nem szerepel a sorozatban (Prüfer-kód, és n). A létrehozandó fában összekötjük ezt a számot a sorozat első elemével. Ezt a legkisebb számot hozzáadjuk a sorozathoz, majd töröljük a sorozat első elemét. Ezt a folyamatot addig folytatjuk, ameddig el nem fogynak az eredeti sorozat elemei.

### Algoritmus: Prüfer-kódból számozott fa (1. módszer)
- Bemenet: egy n-2 elemű Prüfer-kód, amelyhez hozzáadjuk az n értéket utolsónak.
- Végezzük el n-1-szer a következőket:

- - meghatározzuk azt a legkisebb pozitív természetes számot amelyikhez még nem húztunk élt és nem eleme a sorozatnak,
  - kössük össze egy éllel az ezzel a számmal jelölt csúcsot a sorozat első elemével,
  - töröljük a sorozat első elmét
- Eredmény: a kapott fa

A mellékelt példa esetében a Prüfer-kód: 4,4,4,5. Az algoritmus lépései:
| 4 | 4 | 4 | 5 | 6 |   |   |   |   |  | (1,4) él |
|   | 4 | 4 | 5 | 6 | 1 |   |   |   |  | (2,4) él |
|   |   | 4 | 5 | 6 | 1 | 2 |   |   |  | (3,4) él |
|   |   |   | 5 | 6 | 1 | 2 | 3 |   |  | (4,5) él |
|   |   |   |   | 6 | 1 | 2 | 3 | 4 |  | (5,6) él |

```
/* graf.be tartalma pl. az ábra szerint:

4

4 4 4 5

*/

// Prüfer-kódból számozott fa

#include
 
<iostream>

#include
 
<fstream>

int
 
n
,
 
m
,
 
a
[
50
];

// Bemeneti állomány: kód hossza, majd a kód elemei (szóközzel elválasztva)

std
::
ifstream
 
f
(
"graf.be"
);

// Adatok beolvasása

void
 
olvas
()

{

	
int
 
i
;

	
f
 
>>
 
n
;

	
for
(
i
 
=
 
1
;
 
i
 
<=
 
n
;
 
i
++
)

		
f
 
>>
 
a
[
i
];

	
n
++
;

	
// Az utolsó elem hozzáadása

	
a
[
n
]
 
=
 
n
+
1
;

}

 

// A sorozat ellenőrzése

void
 
ellenoriz
()

{

	
int
 
i
;

	
for
 
(
i
 
=
 
1
;
 
i
 
<=
 
n
;
 
i
++
)

		
if
 
(
a
[
i
]
>
n
+
1
)

		
{

			
std
::
cout
 
<<
 
"A sorozat nem lehet fa "
;

			
exit
(
1
);

		
};

}

void
 
pruefer
()

{

	
int
 
i
,
 
j
,
 
min
;

	
m
 
=
 
n
;

	
for
(
i
 
=
 
1
;
 
i
 
<=
 
n
;
 
i
++
)

	
{

		
min
 
=
 
0
;

		
do

		
{

			
// A legkisebb szám, amely nincs benne az a[i], ..., a[m] sorozatban

			
min
++
;

			
j
 
=
 
i
;

			
while
 
((
j
<=
m
)
 
&&
 
(
a
[
j
]
!=
min
))

				
j
++
;

		
}
 
while
 
(
j
 
<=
 
m
);

		
m
++
;

		
// A legkisebb elem hozzáadása a sorozathoz

		
a
[
m
]
 
=
 
min
;

		
// Él kiírása

		
std
::
cout
 
<<
 
"("
 
<<
 
min
 
<<
 
","
 
<<
 
a
[
i
]
 
<<
 
")"
 
<<
 
std
::
endl
;

	
}
 

}

int
 
main
()

{

	
olvas
();

	
std
::
cout
 
<<
 
std
::
endl
;

	
ellenoriz
();

	
pruefer
();

	
return
 
0
;

}

```

A második módszer alapötlete a következő: A Prüfer-kódból kiszámítjuk az egyes csúcsok fokszámát, majd ezek alapján berajzoljuk a fa éleit, mindig levelet (1 fokszámú csúcsot) keresve.

### Algoritmus: Prüfer-kódból számozott fa (2. módszer)
- Bemenet: Prüfer-kód
- Kiszámítjuk a csúcsok fokszámát a következőképpen:
  - kezdetben minden fokszám 1, az i csúcs fokszámát jelölje fi,
  - a Prüfer-kód minden i elemére, növeljük 1-gyel az fi-t,
- a Prüfer-kód minden i elemére végezzük el:
  - keressük meg az f sorozat első 1-es elemét, legyen ennek a sorszáma j,
  - kössük össze egy éllel az i és j csúcsokat,
  - csökkentsük 1-gyel az fi és fj értékeket.
- f-ben két 1-gyel egyenlő elem marad, legyenek ezek fi és fj; kössük össze az i csúcsot a j csúccsal.
- Eredmény: az élekből összeálló fa.

A mellékelt ábra esetében a Prüfer-kód 4,4,4,5, az algoritmus lépései:
A fokszámsorozat: 1,1,1,4,2,1.
Kód: 4,4,4,5 

Fokszámsorozat: 1,1,1,4,2,1    él: (1,4)
Kódrész: 4,4,5 

Fokszámsorozat: 0,1,1,3,2,1    él: (2,4)
Kódrész: 4,5 

Fokszámsorozat: 0,0,1,2,2,1    él: (3,4)
Kódrész: 5 

Fokszámsorozat: 0,0,0,1,2,1    él: (4,5)
Kódrész: 

Fokszámsorozat: 0,0,0,0,1,1    él: (5,6)
```
/* graf.be tartalma pl. az ábra szerint:

4

4 4 4 5

*/

// Prüfer-kódból számozott fa

#include
 
<iostream>

#include
 
<fstream>

int
 
n
,
 
a
[
50
],
 
fok
[
52
];

// Bemeneti állomány: kód hossza, majd a kód elemei (szóközzel elválasztva)

std
::
ifstream
 
f
(
"graf.be"
);

// Adatok beolvasása

void
 
olvas
()

{

	
int
 
i
;

	
f
 
>>
 
n
;

	
for
 
(
i
 
=
 
1
;
 
i
 
<=
 
n
;
 
i
++
)

		
f
 
>>
 
a
[
i
];

}

// A sorozat ellenőrzése

void
 
ellenoriz
()

{

	
int
 
i
;

	
for
 
(
i
 
=
 
1
;
 
i
 
<=
 
n
;
 
i
++
)

		
if
 
(
a
[
i
]
 
>
 
n
+
1
)

		
{

			
std
::
cout
 
<<
 
"a sorozat nem lehet fa "
;

			
exit
(
1
);

		
};

}

// Az egyes csúcsok fokszámának kiszámítása

void
 
fokszam
()

{

	
int
 
i
;

	
for
 
(
i
 
=
 
1
;
 
i
 
<=
 
n
+
2
;
 
i
++
)

		
fok
[
i
]
 
=
 
1
;

	
for
 
(
i
 
=
 
1
;
 
i
 
<=
 
n
;
 
i
++
)

		
fok
[
 
a
[
i
]
 
]
++
;

}

void
 
pruefer
()

{

	
int
 
i
,
 
j
,
 
k
;

	
for
 
(
i
 
=
 
1
;
 
i
 
<=
 
n
;
 
i
++
)

		
for
 
(
j
=
1
;
 
j
<=
n
+
2
;
 
j
++
)

		
{

			
if
 
(
fok
[
j
]
==
1
)

			
{

				
std
::
cout
 
<<
 
"("
 
<<
 
j
  
<<
 
","
 
<<
 
a
[
i
]
 
<<
 
")"
 
<<
 
std
::
endl
;
  
// él kiírása

				
fok
[
 
a
[
i
]
 
]
--
;

				
fok
[
j
]
--
;

				
break
;

			
}

		
}

	
k
 
=
 
1
;

	
while
 
(
 
(
k
<=
n
+
2
)
 
&&
 
(
fok
[
k
]
!=
1
)
 
)

		
k
++
;

	
std
::
cout
 
<<
 
"("
 
<<
  
k
 
<<
 
","
;
             
// utolsó él egyik csúcsa

	
k
++
;

	
while
 
(
 
(
k
<=
n
+
2
)
 
&&
 
(
fok
[
k
]
!=
1
)
 
)

		
k
++
;

	
std
::
cout
 
<<
  
k
 
<<
 
")"
;
                
// utolsó él másik csúcsa

}

int
 
main
()

{

	
olvas
();

	
std
::
cout
 
<<
 
std
::
endl
;

	
ellenoriz
();

	
fokszam
();

	
pruefer
();

	
std
::
cout
 
<<
 
std
::
endl
;

	
return
 
0
;

}

```

## Története

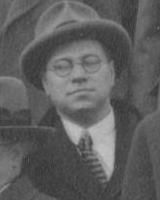
Heinz Prüfer 1930-ban

A Prüfer-kódot először Heinz Prüfer alkalmazta 1918-ban, melynek segítségével bizonyította a Cayley-formulát.